# Hino de Pernambuco
O Hino de Pernambuco foi composto no ano de 1908, e exalta as belezas, as conquistas históricas e o passado de batalhas do povo pernambucano. Tem letra de Oscar Brandão da Rocha e música de Nicolino Milano.
Seu estribilho exalta a Terra dos altos coqueiros:
Salve, ó Terra dos altos coqueiros,

de beleza soberbo estendal,

nova Roma de bravos guerreiros,

Pernambuco! Imortal! Imortal!
É bastante conhecido pelos pernambucanos, pois, além de ser ensinado nas escolas, ele é frequentemente executado em eventos esportivos como futebol, Voleibol, Basquete e outros, além de ser tocado em peças publicitárias em todo o estado.
No ano de 2002, o Governo do Estado de Pernambuco, em parceria com a Prefeitura do Recife e a Secretaria de Turismo do Estado, promoveu uma maior divulgação do hino através de sua regravação nos mais variados ritmos, como frevo, forró e manguebeat.
Artistas consagrados como Alceu Valença, Dominguinhos, e Cannibal fizeram parte deste projeto.